# Getto van Częstochowa
Het Getto van Częstochowa was een door nazi-Duitsland in 1941 ingericht getto in de stad Częstochowa, Polen.
In het begin verbleven er ongeveer 40.000 personen in het kamp. Dit aantal nam toe tot ongeveer 48.000 eind 1942. Na deze piek begon de afvoer van de gevangenen, grotendeels per trein naar Treblinka. De overlevenden kwamen in juni 1943 in opstand, maar deze opstand werd na enkele dagen vechten neergeslagen door de SS.

## Geschiedenis
Veelal waren de inwoners van het getto Joden uit Częstochowa, Krzepice, Olsztyn, Mstów, Janów en Przyrów. Vanaf 1942 ging het aantal deportaties explosief omhoog. In het begin verbleven er zo'n 40.000 mensen in het kamp, maar tegen december 1942 bedroeg dit aantal al 48.000. De Joden die in de kampen verbleven moesten werken in de Metallurgie fabriek, in het kamp.

#### Uitroeiing
Op 22 september 1942 begon het doden van de inwoners van het kamp; dit was de dag na Jom-kipoer. Het liquideren eindigde pas in de nacht van 7-8 oktober 1942. Op het Daszyńskiplein werden de liquidaties en selecties uitgevoerd, door Letten, Oekraïners en Duitsers op bevel van Hauptmann der Polizei Paul Degenhardt. Uiteindelijk zijn ± 40.000 gevangenen naar concentratiekampen als Treblinka vervoerd. ± 2000 mensen werden in het getto zelf vermoord, en begraven in massagraven. Naast een grote hoeveelheid doden was er ook een groot aantal ontsnappingen, ± 6000 gevangenen wisten uit het getto te ontkomen. Deze mensen kregen een beetje hoop, en gingen in een kleiner getto wonen. Die hoop werd later de grond in geslagen na de inval van de Nazi's in het getto. 158 mensen werden direct vermoord, het andere deel opgesloten.

#### Bevrijding
Op 17 januari 1945 werd het getto bevrijd. Op 24 mei 1966 in het toenmalige West-Duitsland eindigde het proces tegen Hauptmann der Polizei Paul Degenhardt (geboren op 5 januari 1895 in Landeshut, Silezië), beschuldigd van meerdere moorden in het getto in Częstochowa, met een levenslange gevangenisstraf.